# Клайд-Рівер (Нунавут)
Клайд-Рівер (інуктитут Kanngiqtugaapik ᑲᖏᖅᑐᒑᐱᒃ, англ. Clyde River) - село у Канаді у регіоні Кікіктаалук території Нунавут, розташоване на сході острова Баффінова Земля, на березі затоки Патрисія-Бей фіорду Клайд-Інлет. Населення села становить 934 людини (на 2011 р.).
У селі є аеропорт, розташований приблизно за 2 км від села. 

## Назва
Ескімоська назва Kanngiqtugaapik означає "гарна маленька бухта".

## Населення
Населення села Кейп-Дорсет за переписом 2011 року становить 934 людини і для нього характерним є зростання у період від переписів 2001 й 2006 років:
- 2001 рік - 785 осіб,[4]

- 2006 рік – 820 особи,[4]

- 2011 рік – 934 осіб.[1]

Дані про національний склад населення, рідну мову й використання мов у селі Кейп-Дорсет, отримані під час перепису 2011 року, будуть оприлюднені 24 жовтня 2012 року. Перепис 2006 року дає такі дані:
- корінні жителі – 790 осіб,
- некорінні - 25 осіб.

| Мова              | Кількість населення, осіб |
| Тільки англійська | 30                        |
| Тільки французька | 0                         |
| Інша мова (мови)  | 790                       |

| Мова                                          | Кількість населення, осіб |
| Тільки англійська                             | 695                       |
| Тільки французька                             | 0                         |
| Французька і англійська                       | 10                        |
| Не володіють ані англійською, ані французькою | 115                       |

| Мова                         | Кількість населення, осіб |
| Англійська                   | 55                        |
| Французька                   | 0                         |
| Неофіційна мова              | 760                       |
| Англійська і неофіційна мови | 10                        |

| Мова                         | Кількість населення, осіб |
| Англійська                   | 90                        |
| Неофіційна мова              | 250                       |
| Англійська і неофіційна мови | 10                        |

## Природа
В районі села водяться білі ведміді, тундрові карібу, нарвали, тюлені, моржі та кити.
"Ігаліктукський національний заповідник" (англ. Igaliqtuuq National Wildlife Area), який охороняє ґренландських китів у затоці Ізабелли, розташований біля Клайд-Рівер.